# Lison Daniel
Pour les articles homonymes, voir Daniel.
Lison Daniel est une humoriste, actrice et scénariste française, née le 12 juin 1992 à Marseille.

## Biographie
Fille d'un architecte et d'une thérapeute, née à Marseille en 1992, Lison Daniel s'intéresse au théâtre après avoir visité à 7 ans les coulisses de la Criée. Elle obtient en 2009 un bac ES, puis étudie le droit et la science politique et déménage en 2010 à Paris, où elle suit des études de droit à la Sorbonne, et où elle prend des cours de théâtre au conservatoire du dixième arrondissement, au cours Florent pendant un an, puis au Studio-théâtre d'Asnières et à la Fontainebleau School of Acting (Fonact).
Avec sa cousine Laura Daniel, elle lance en 2017 la chaîne Instagram les.caracteres, où elle propose de courtes vidéos humoristiques de personnages joués en utilisant des filtres pour changer l'apparence de son visage. Leur compte rencontre un grand succès pendant le confinement de 2020, suscitant 165 000 abonnements.
En septembre 2018, elle est chroniqueuse dans l'émission Il était une fois animée par Faustine Bollaert sur France 4. En 2021, elle apparaît sur OCS dans la série Jeune et Golri et elle prépare en tant que co-scénariste avec Fanny Herrero une série, Drôle, consacrée à l'univers du stand-up. Elle a aussi un rôle dans un téléfilm de Canal+ auquel elle collabore également à l'écriture : La Vengeance au triple galop d'Alex Lutz, parodie de la série australienne La Vengeance aux deux visages.
Elle intègre en septembre 2021 l'équipe du Sept neuf, la matinale de France Inter, en tant que chroniqueuse du mercredi à 8h55. Elle est aussi doubleuse pour la mini-série d'Arte Libres !, dérivée de la bande dessinée Libres ! Manifeste pour s'affranchir des diktats sexuels d'Ovidie et de Diglee, dont la première saison sort en 2021, ainsi que pour le rôle de Bouclette dans le film d'animation Le Chat potté 2 sorti en 2022.
En 2022, Lison Daniel publie chez Grasset Les Caractères. Fragments de la vie moderne, au titre inspiré de La Bruyère, où elle reprend les personnages de son compte Instagram.
En 2023, elle joue dans la pièce Un président ne devrait pas dire ça… dérivée de l'ouvrage de Gérard Davet et Fabrice Lhomme, mise en scène par Charles Templon,. Elle y interprète au théâtre le rôle d'une normalienne diplômée de Sciences po et experte des réseaux sociaux qui aide le journaliste d'un grand quotidien, joué par Thibault de Montalembert, à écrire un ouvrage d'entretiens avec le président de la république.
La même année, elle tourne dans le film Un stupéfiant Noël ! d'Arthur Sanigou et travaille avec Fanny Herrero au scénario d'un film tiré de la série Dix pour cent. Elle apparait aussi dans la saison 2 de Week-end Family sur Disney+.

## Théâtre
- 2023 : Un président ne devrait pas dire ça… de Gérard Davet et Fabrice Lhomme, mise en scène Charles Templon, Théâtre libre[19]

## Filmographie
Sauf indication contraire, les informations mentionnées dans cette section peuvent être confirmées par les bases de données cinématographiques IMDb et Allociné,  présentes dans la section « Liens externes ».

### Actrice

#### Cinéma

##### Courts métrages
- 2016 : Make It Up de Courtney Hope Thérond : Jo
- 2017 : Je suis capitellophobe d'elle-même
- 2017 : Et tu seras seul de Ludovic Beot : Léa

##### Longs métrages
- 2021 : Flashback de Caroline Vigneaux : Marie Curie
- 2023 : Veuillez nous excuser pour la gêne occasionnée d'Olivier Van Hoofstadt
- 2023 : Un stupéfiant Noël ! d'Arthur Sanigou : Ellen

#### Télévision
- 2021 : Marie et les choses (série télévisée), saison 1, épisode 35
- 2021-2023 : Jeune et Golri (série télévisée) d'Agnès Hurstel, Victor Saint Macary et Léa Domenach : Alice
- 2021 : La Vengeance au triple galop (téléfilm) d'Alex Lutz : Deewata
- 2021 : Belle, belle, belle (téléfilm) d'Anne Depetrini : Luna
- 2023 : 66-5 (série télévisée), saison 1, épisodes 1, 5 et 6
- 2023 : Rictus (série télévisée), saison 1 : Marie-Paule
- 2023 : Week-end Family (série télévisée), saison 2[18]
- 2023 : Dans 5 ans (téléfilm) de Léa Rouaud
- 2024 : La Maison (série télévisée), saison 1

#### Doublage
- 2021 : Libres ! (mini-série sur Arte)[20] (création de voix)
- 2022 : Le Chat potté 2 : La Dernière Quête : Bouclette (version française)

### Scénariste
- 2017 : Je suis capitellophobe (court métrage) d'elle-même
- 2021 : La Vengeance au triple galop (téléfilm) d'Alex Lutz - collaboration à l'écriture
- 2022 : Drôle (série télévisée)
- prévu en 2024 : Dix pour cent (adaptation de la série)

### Réalisatrice
- 2017 : Je suis capitellophobe (court métrage)

## Publication
- 2022 : Les Caractères, Grasset